# Kodex über den Vogelflug

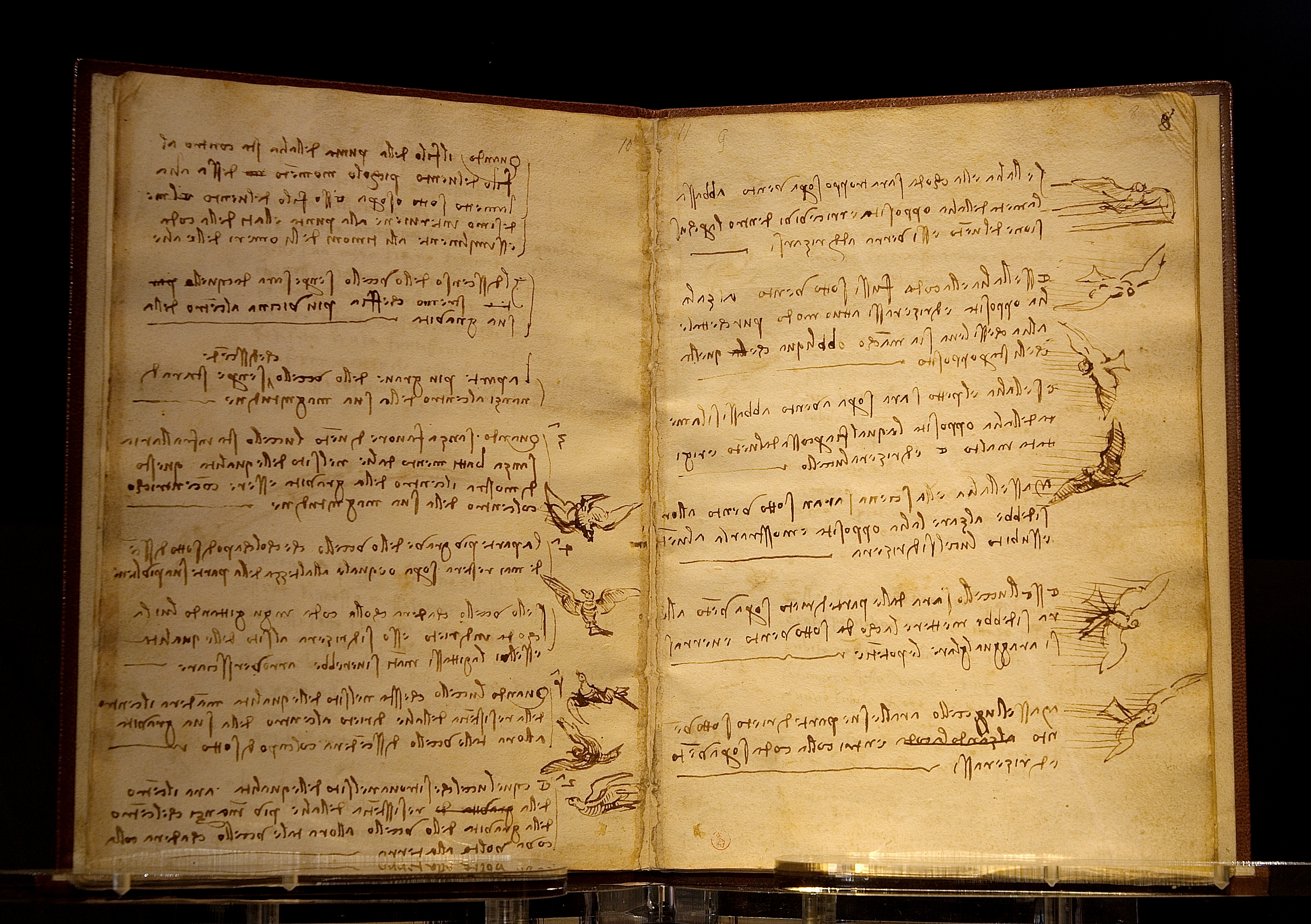
Untersuchungen über das Flugverhalten der Vögel

Der Kodex über den Vogelflug (italienisch Codice sul volo degli uccelli, auch als Codex Turin bekannt) ist eine gebundene Sammlung von Blättern mit wissenschaftlichen Schriften, Notizen, Skizzen und Zeichnungen von Leonardo da Vinci (1452–1519).

## Inhalt
Der Kodex enthält 18 Blätter im Format von etwa 15 cm × 21 cm. Das Werk wird etwa auf das Jahr 1505 datiert. Leonardo verfasste den Text in der für ihn charakteristischen Spiegelschrift und versah ihn mit zahlreichen Zeichnungen und Skizzen.
Die Handschrift beginnt mit Untersuchungen über das Flugverhalten der Vögel. Daraus entwickelte Leonardo Skizzen und Pläne zum Bau von Fluggeräten.
Diverser Literatur zufolge konstruierte Leonardo eine Reihe dieser Geräte und versuchte, sie von den Hängen des Monte Ceceri bei Fiesole, im Nordosten von Florenz, starten zu lassen. Die Flugversuche scheiterten, da die Leistung der menschlichen Muskulatur nicht ausreicht, um den nötigen Auftrieb für das Gewicht des Menschen zu erzeugen. Leonardo notierte, dass sich sein Assistent Tommaso Masini bei den Versuchen ein Bein oder einige Rippen brach. Dennoch wird Leonardo da Vinci häufig als historischer Begründer der Bionik angeführt, da er den Vogelflug analysierte und versuchte, seine Erkenntnisse auf Flugmaschinen zu übertragen.
Der Autor Matthias Eckoldt tritt diesen Überlieferungen entgegen. Ihm zufolge ist im Kodex von einem gebauten Fluginstrument genauso wenig etwas zu lesen wie von einem Flugversuch oder den genannten Verletzungen.
Die Anwendung und Dokumentation von empirisch-wissenschaftlichen Methoden brachte erstmals verwertbare Erkenntnisse und Anregungen für die empirische Flugerforschung. So wird in Leonardos Notizen zum ersten Mal die Formveränderung des Vogelflügels korrekt erwähnt, dessen Federn beim Abwärtsschlag eine geschlossene Fläche bilden, sich aber bei der Aufwärtsbewegung öffnen, um den Aufwärtsschlag nicht zu behindern.

## Geschichte
Über die frühe Geschichte des Kodex ist wenig bekannt. Nach Leonardo da Vincis Tod im Jahr 1519 gingen alle seine Aufzeichnungen in die Hände seines Schülers Francesco Melzi (um 1491/92 – um 1570) über. Dessen Erben lösten den Nachlass Leonardos auf. Die Manuskripte wurden verkauft, auch als einzelne Blätter, und das wertvolle Material wurde verstreut. Heute befindet sich das Werk in der Biblioteca Reale in Turin, Italien.